# Хамбантота
 Хамбантота (сингал. හම්බන්තොට, тамил. அம்பாந்தோட்டை) — город в Шри-Ланке.

## География
Город Хамбантота находится на южном побережье Шри-Ланки, на берегу Индийского океана. Это административный центр района Хамбантота в Южной провинции. Численность населения города составляет 11.213 человек (на 2001 год).
Хамбантота известен своими соляными разработками и весьма засушливым климатом.

## История
Ещё в Средневековье, во времена существования здесь царства Рухуна, Хамбантота был одним из главных портов этого государства. Сюда приходили суда и крупные лодки с товарами из Китая и других стран Дальнего Востока, из Сиама и Индонезии. В окрестностях города население занималось земледелием, при этом большого искусства требовало создание и поддержание в порядке ирригационной системы.
В августе-сентябре 1803 года город был захвачен британскими войсками во время т. н.
Кандийской войны.
В декабре 2004 года город подвергся серьёзным разрушениям во время удара цунами.
В октябре 2011 года в городе проходили 1-е Южноазиатские пляжные игры.

## Экономика
Основой городской экономики является портовое хозяйство и обслуживание судов. В августе 2010 года здесь было окончено сооружение нового порта, обошедшегося в 6 млрд долларов (расходы принял на себя Китай). Ежегодно порт Хамбантота посещает 36 тысяч судов — это вызвано тем, что он расположен всего в 6-10 километрах южнее от основного маршрута судоходства в Индийском океане (восток-запад). Порт является свободной экономической зоной и обладает также судоремонтной базой; в его строительстве участвовали многие компании из России, Китая, Индии и Дубая. В 2017 году было объявлено о передаче данного порта в форме совместного предприятия в эксплуатацию компании China Merchants Port Holdings.
В Хамбантота имеются также ряд промышленных предприятий (например, цементная фабрика). Здесь находится и единственная на Шри-Ланке ветряная электростанция.
Близ города расположен международный аэропорт Hambantota International Airport.